# Die zwölf Brüder

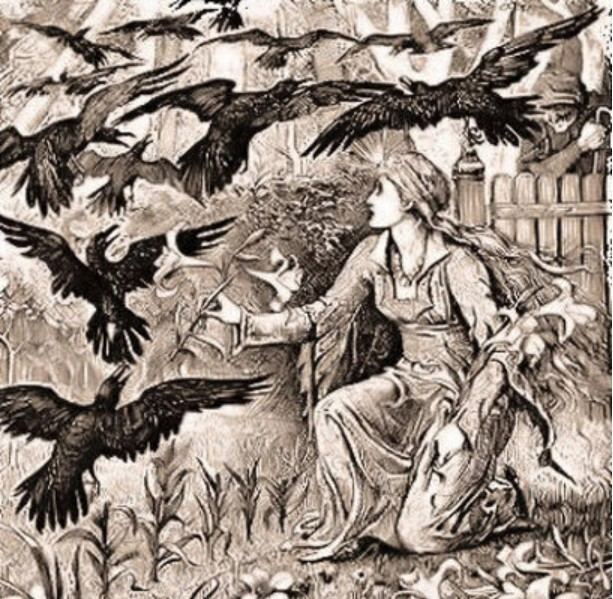
Illustration von Henry Justice Ford

Die zwölf Brüder ist ein Märchen (ATU 451). Es steht in den Kinder- und Hausmärchen der Brüder Grimm an Stelle 9 (KHM 9).

## Inhalt

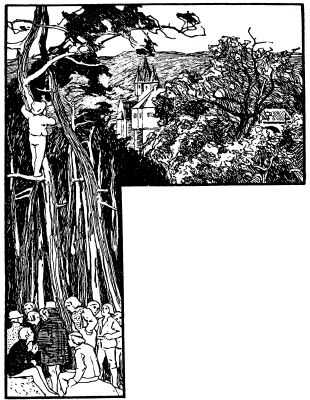
Illustration von Otto Ubbelohde, 1909

Der König will seine zwölf Söhne töten, falls das dreizehnte Kind ein Mädchen wird, damit es das Reich allein erbt. Die Königin erzählt das dem jüngsten Sohn Benjamin, und dass sie ihnen durch eine Fahne ein Zeichen geben wird. Eine weiße Fahne bedeutet, dass das Kind ein Junge ist, und sie am Leben bleiben werden, eine rote die Geburt einer Tochter und ihre bevorstehende Tötung. Zwölf Tage warten die Söhne im Wald, bevor eine rote Fahne ihnen anzeigt, dass sie sterben sollen. Sie schwören blutige Rache an jedem Mädchen und ziehen in ein verwunschenes Häuschen tief im Wald, wo sie sich von Tieren ernähren. Dort findet sie die Schwester, die nach zehn Jahren von ihnen erfährt, wobei Benjamin sie vorsichtshalber erst vor den anderen versteckt. Sie leben in Eintracht. Als sie aber aus Unwissenheit zwölf weiße Lilien abbricht, werden ihre Brüder zu Raben und fliegen fort. Auf Geheiß einer alten Frau beschließt sie, sieben Jahre nicht zu sprechen und nicht zu lachen, um ihre Brüder zu erlösen. Ein jagender König findet und heiratet sie. Seine Mutter aber verleumdet die Schweigende und bringt ihn dazu, sie verbrennen zu lassen. Die erlösten Brüder retten sie aus den Flammen, und alle leben froh miteinander. Die böse Stiefmutter wird hingerichtet.

## Interpretation

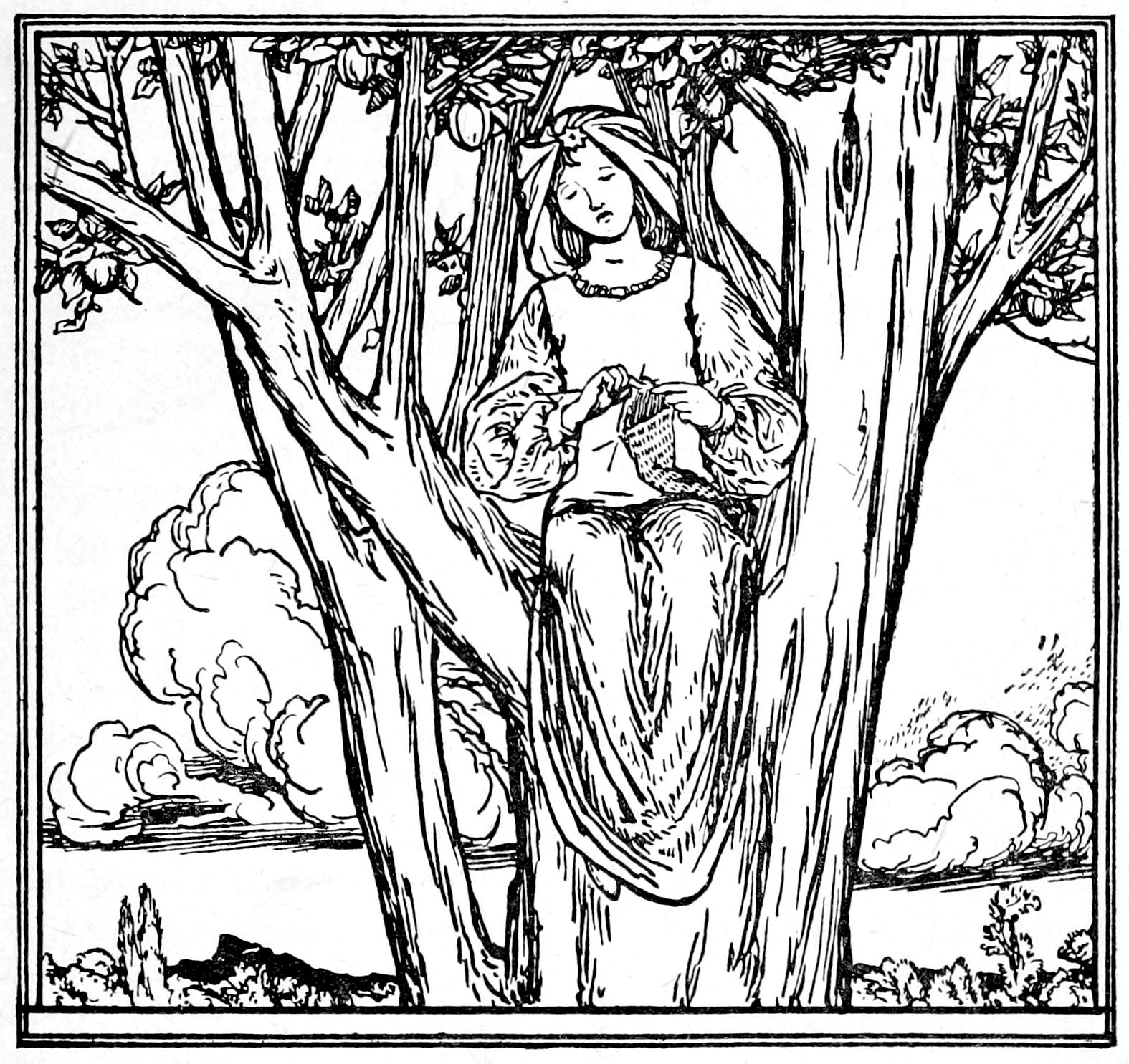
Illustration von Robert Anning Bell, 1912

Der Tod der Söhne kommt erst in den Särgen, dann in ihrem Verschwinden und schließlich in dem Abpflücken der Lilien zum Ausdruck. Um sie zu erlösen, muss die Schwester durch ihr Schweigen selbst den Tod riskieren. Sigmund Freud sah sowohl im Nicht-auffindbar-sein als auch im Schweigen ein Traumsymbol für den Tod (vgl. KHM 179 Die Gänsehirtin am Brunnen). Gleichzeitig macht sich die Schwester, die sich unverschuldet am Tod ihrer Brüder schuldig fühlt, durch ihr Schweigen indirekt selbst zur des Mordes Beschuldigten. Hedwig von Beit führt aus, dass die Schilderung der Familienverhältnisse in Archetypen einem frühen Bewusstsein entspricht. Das gilt auch für die Aufspaltung der Brüder in viele, die in anderen Märchen unterschiedliche Fähigkeiten repräsentieren (z. B. KHM 71, 129). Der Fluch bewirkt bei Grimm oft eine Regression ins Animalische, d. h. Tod (vgl. KHM 47). Für Rudolf Meyer sind die zwölf Raben die zwölf kosmischen Sinne, die der Seele verloren gingen. Der Homöopath Martin Bomhardt vergleicht das Märchen mit dem der Wirkung des homöopathischen Mittels Causticum (Ätzkalk).

## Herkunft und Verwandtschaft
Seinen Anmerkungen zufolge hatte Jacob Grimm das Märchen mündlich aus Niederzwehren (in Hessen, bei Kassel). Es stammt dort wohl von Dorothea Viehmann, von der er es über die französischen Pfarrerstöchter Julia und Charlotte Ramus in Kassel erhielt. Er merkt noch an, den Zug mit der Hemdenwäsche, durch die das Mädchen auf seine Brüder aufmerksam wird, nachträglich aus einer „sonst dürftigern“ hessischen Erzählung eingefügt zu haben. Die Anmerkung erwähnt noch einige andere Märchen und Sagen: Basiles Die sieben Tauben, norwegisch bei Asbjörnsen „S. 209“, „das lithauische Märchen in den Sitzungsberichten der Wiener Academie der Wissenschaften 11, 209–212“, zum roten Banner auch Wigalois (6153).
Jacob Grimms erhaltene Handschrift zeigt, dass ihm auch der Name „Studentenblume“ für die Lilie sowie die besondere Rolle des jüngsten Sohnes nachträglich kam, der auch in der ersten Auflage 1812 noch nicht Benjamin heißt. Erst dort tauchen Details auf wie der Segen der Mutter an die scheidenden Söhne, dass die Tochter die Betten „weiß und rein“ deckt, die Formulierung, das Schweigen sei so schwer, „‚daß du sie damit nicht befreien wirst‘“ und der Baum, auf dem sie sitzt und vor dem der Hund bellt (vgl. KHM 3). In der ersten Auflage wollte der Vater kein Mädchen haben, „‚lieber hau' ich ihnen selber den Kopf ab, als daß ein Mädchen darunter wäre.‘“ Sie bleicht auf der Wiese die Wäsche. Die Lilien stehen noch nicht in einem Gärtchen am Haus, sondern an einem Platz im Wald, das Schweigen dauert noch zwölf Jahre. Die Wendung „gehen, soweit der Himmel blau ist“ wurde als Redensart des Volks in die Zweitauflage eingefügt.
Besonders nah verwandt unter den Kinder- und Hausmärchen sind KHM 25 Die sieben Raben, KHM 49 Die sechs Schwäne und KHM 96 De drei Vügelkens. Ein Haus im Wald spielt aber auch in sehr vielen anderen eine Rolle (KHM 13, 22, 31, 40, 53, 68, 69, 93, 123, 125, 127, 137, 141, 163, 169). Das Motiv des Vaters, der sich eine Tochter wünscht, entspricht verschiedenen von den Grimms nicht veröffentlichten Versionen von KHM 53 Schneewittchen.
Zu den Märchen, die mit dem grimmschen Märchen Die sieben Raben verwandt sind und den Titel Die drei Raben tragen, gehören die Nr. 7 aus Otto Sutermeisters Werk Kinder- und Hausmärchen aus der Schweiz (Aarau 1869), die Nr. 49 aus Ernst Heinrich Meiers Deutsche Volksmärchen aus Schwaben (Stuttgart 1852) und eine österreichische Kurzfassung des Märchens, die 1866 in der Publikation Carinthia I, Zeitschrift des Kärntner Geschichtsvereins 56 (S. 95f, mitgeteilt von J. Egger) erschien.
Das Märchen ist in Europa weit verbreitet. Sehr ähnlich ist schon in Basiles Pentameron IV,8 Die sieben Täublein, einschließlich des Satzes „Wer bist du, und wohin gehst du?“, ferner III,3 Viso. Zur schweigend Verleumdeten vgl. die Rahmenhandlung von Die sieben weisen Meister. In anderen Versionen waren es sieben oder drei Brüder. Aus dem Hethitischen ist ein Textfragment überliefert von einer Mutter, die dreißig Söhne auf einmal bekommt und in einem Korb auf dem Fluss Kızılırmak aussetzt. Die Götter retten sie und ziehen sie auf. Sie kehren zurück, um ihre Mutter zu suchen, und treffen ihre dreißig Schwestern. Nur der Jüngste erkennt sie.

### Primärliteratur
- Grimm, Brüder. Kinder- und Hausmärchen. Vollständige Ausgabe. Mit 184 Illustrationen zeitgenössischer Künstler und einem Nachwort von Heinz Rölleke. S. 80–84. Düsseldorf und Zürich, 19. Auflage 1999. (Artemis & Winkler Verlag; Patmos Verlag; ISBN 3-538-06943-3)
- Grimm, Brüder. Kinder- und Hausmärchen. Ausgabe letzter Hand mit den Originalanmerkungen der Brüder Grimm. Mit einem Anhang sämtlicher, nicht in allen Auflagen veröffentlichter Märchen und Herkunftsnachweisen herausgegeben von Heinz Rölleke. Band 3: Originalanmerkungen, Herkunftsnachweise, Nachwort. S. 32, S. 445–446. Durchgesehene und bibliographisch ergänzte Ausgabe, Stuttgart 1994. (Reclam-Verlag; ISBN 3-15-003193-1)
- Rölleke, Heinz (Hrsg.): Die älteste Märchensammlung der Brüder Grimm. Synopse der handschriftlichen Urfassung von 1810 und der Erstdrucke von 1812. Herausgegeben und erläutert von Heinz Rölleke. S. 64–69, 354–355. Cologny-Geneve 1975. (Fondation Martin Bodmer; Printed in Switzerland)

### Varianten
- Die drei Raben. In: Ernst Heinrich Meier: Deutsche Volksmärchen aus Schwaben, C.P. Scheitlin’s Verlagshandlung, Stuttgart 1852, S. 174–179.[8]
- Die drei Raben. In: Carinthia I, Zeitschrift des Kärntner Geschichtsvereins 56. S. 95f (1866).[9]
- Die drei Raben. In: Otto Sutermeister: Kinder- und Hausmärchen aus der Schweiz, H.R. Sauerländer, Aarau 1869. S. 10–17.[7]
- Die zwölf Brüder. In: Adeline Rittershaus: Die neuisländischen Volksmärchen. Ein Beitrag zur vergleichenden Märchenforschung, Max Niemeyer, Halle 1902, S. 60–63.[11]
- Die kämpfenden Brüder. In: August Löwis of Menar (Hrsg.): Die Märchen der Weltliteratur – Finnische und estnische Volksmärchen. Eugen Diederichs, Jena 1922, S. 259–262 (stammt von Oskar Kallas); Digitalisat. zeno.org und Digitalisat. zeno.org.
- Die Jägerstochter und ihre zwölf Brüder. In: Volk und Heimat 5. Eisenstadt 1952, Heft 3, S. 8 (Die Brüder verwandeln sich hier, nachdem die Schwester eine Rose pflückt, in Hirsche).[12]
- Zwölf Brüder und eine Schwester. In: Das Sonnenpferd – Erstes Buch aus der Sammlung der slowakischen Märchen von Pavol Dobšinský. Mladé Letá, 1975, S. 177–185.

### Sekundärliteratur
- Grimm, Jacob: Über Frauennamen aus Blumen. Vorgelesen in der Akademie am 12. Febr. 1852. In: Wyss, Ulrich (Hrsg.): Jacob Grimm. Selbstbiographie. Ausgewählte Schriften, Reden und Abhandlungen. S. 190–215. München 1984. (Deutscher Taschenbuch Verlag; ISBN 3-423-02139-X)
- Denecke, Ludwig: Jacob Grimm. Lebensgang und Persönlichkeit. In: Denecke, Ludwig. Jacob Grimm und sein Bruder Wilhelm. S. 40–46. Stuttgart 1971. (Carl Ernst Poeschel Verlag GmbH; ISBN 3-476-10100-2)
- Meinel, Gertraud: Lilie. In: Enzyklopädie des Märchens. Band 8. S. 1074–1080. Berlin, New York 1996.
- Scherf, Walter: Das Märchenlexikon. Zweiter Band L–Z. S. 1465–1470. München 1995. (Verlag C. H. Beck; ISBN 3-406-39911-8)
- Freud, Sigmund: Das Motiv der Kästchenwahl (1913). In: Sigmund Freud. Studienausgabe. Band X. Bildende Kunst und Literatur. S. 181–193. Frankfurt am Main 1982. (Fischer Taschenbuch Verlag; ISBN 3-596-27310-2)
- Freud, Sigmund: Die Verbrecher aus Schuldbewußtsein. In: Sigmund Freud. Studienausgabe. Band X. Bildende Kunst und Literatur. S. 252–253. Frankfurt am Main 1982. (Fischer Taschenbuch Verlag; ISBN 3-596-27310-2)
- Lenz, Friedel: Bildsprache der Märchen. 8. Auflage. S. 251–252. Stuttgart 1997. (Verlag Freies Geistesleben und Urachhaus GmbH; ISBN 3-87838-148-4)
- Hedwig von Beit: Gegensatz und Erneuerung im Märchen. Zweiter Band von «Symbolik des Märchens». 2. Auflage. A. Francke, Bern 1956. S. 234–242.